# سمانه ثابت‌زاده
سمانه ثابت‌زاده (زادهٔ ۱۳۷۵) بازیکن بسکتبال اهل ایران و خواهر دوقلوی سمیه ثابت‌زاده، دیگر بازیکن بسکتبال ایرانی است که برای تیم ملی بسکتبال ۳ نفره زنان ایران و نیز تیم ملی بسکتبال زنان ایران بازی می‌کند.
ثابت‌زاده در بازی‌های باشگاهی سابقهٔ حضور در باشگاه‌های دانشگاه آزاد، سپهرداد تهران، مهرام و سپاهان